# Charles Van Lerberghe
Pour les articles homonymes, voir Van Lerberghe.
Charles Van Lerberghe, né à Gand le 21 octobre 1861 et mort à Bruxelles le 26 octobre 1907, est un homme de lettres et poète symboliste belge francophone.

## Biographie
Charles Jean Van Lerberghe provient d'une famille bourgeoise de Gand. Il est le fils de Jean Van Lerberghe et de Jeanne Marie Ghislain. Son père décède alors qu'il a sept ans ainsi que sa mère alors qu'il a quatorze ans. Il est alors confié à Désiré van den Hove, son tuteur légal qui est un oncle de Maurice Maeterlinck, futur écrivain et prix Nobel de littérature.
En septembre 1867, Charles Van Lerberghe suit un enseignement primaire à l'Institut Saint-Amand. En août 1870, l'enfant est inscrit au Collège Sainte-Barbe de Gand dirigé par les Jésuites. En 1872, ses études dans ce collège sont interrompues par une grave maladie. Son tuteur l'envoie alors à la campagne chez les frères Joséphites de Melle de 1873 à 1875 où il se signale par ses excellents résultats. De retour en 1875 au collège Sainte-Barbe de Gand, il fait la connaissance de deux condisciples, Maurice Maeterlinck et Grégoire Le Roy, avec qui il restera lié dans sa carrière littéraire. Dans ce collège, il reçoit une instruction austère, centrée sur les dogmes religieux et l'au-delà. Il manifeste toutefois des dons précoces pour la poésie. En 1878, il remporte le prix de poésie d'un concours d'écoles catholiques sur l'Immaculée conception.
En 1881, il s'inscrit à la faculté de droit de l'université de Gand sans parvenir à réussir sa première année. Dès lors, avec ses condisciples Maurice Maeterlinck et Grégoire Le Roy, il s'essaie à la poésie centrée à l'époque sur la Pitié, l'Amour de la Mort et l'Amour des jeunes filles.
En mai 1885, il fait la rencontre de Georges Rodenbach, poète symboliste, qui lui permet de publier en juillet 1886 quelques-uns de ses vers dans la revue littéraire La Jeune Belgique.
En 1887, il fait paraître une dizaine de ses pièces (dont Solyane) dans le Parnasse de la Jeune Belgique. Le 31 janvier 1889 paraît dans La Wallonie, journal du symbolisme français et belge, Les Flaireurs, « petit drame en trois scènes dans un genre légendaire et flamand »  et la première manifestation symboliste au théâtre. Par cette œuvre, il commence à se faire connaître du grand public.
En 1889, il s'inscrit à l'Université Libre de Bruxelles (ULB) et y décroche en juillet 1894 un diplôme de docteur en philosophie et lettres. En 1892, il quitte Gand pour Schaerbeek et se lie avec les milieux littéraires de la capitale belge. Il compte parmi ses amis, Émile Verhaeren, Albert Mockel, Théo Van Rysselberghe, André Fontainas, Eugène Demolder, Maeterlinck et Le Roy.
En 1898, il publie le recueil de poèmes Entrevisions après deux ans de travail acharné. À propos de ce recueil, Charles Van Lerberghe indiquait:  « Je vois en images, en symboles », explique-t-il à Severin. « Il y a peu de symbolistes aussi enracinés que moi. Vous l’avez vu, je ne parle jamais des choses qu’indirectement, par allégories vagues, par suggestions (…). La beauté à mes yeux est aussi toujours plus ou moins voilée ».

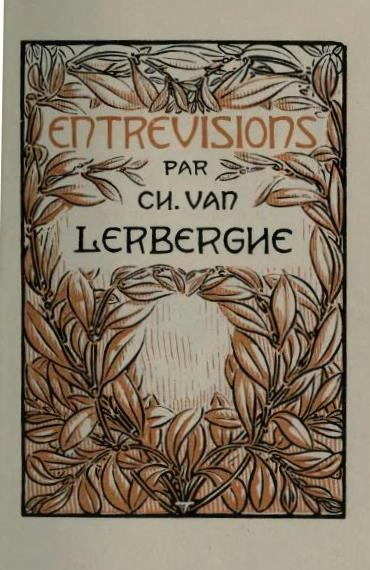
Recueil Entrevisions

Son œuvre la plus connue et qui a suscité un grand intérêt dans le public est La Chanson d'Ève écrite à Bouillon à partir de juin 1889 et parue en janvier 1904. Il y célèbre le renouveau éternel de la nature généreuse, claire et miroitante et l'épanouissement harmonieux d'Ève dans un grand Tout, libéré de toute entrave.
Pendant toutes ces années, il voyage en Europe et s'éprend de différentes amies mais ne parvient jamais à se résoudre à se mettre en ménage. Au contraire, il est l'adepte de rencontres tarifiées qui ne correspondent pas au modèle de la femme idéale auquel il aspire.
En 1904, son médecin lui diagnostique une para syphilis, maladie dégénérative du cerveau. En 1906, paraît Pan, « comédie satirique en trois actes », pièce écrite à Rome qui sera créée sur les planches à Paris, Mons et Bruxelles à la fin de cette même année. À travers Pan, Van Lerberghe se montre ironique face au monde et à la religion en particulier en adoptant une approche à la fois dionysiaque, païenne et panthéiste. En septembre 1906, la paralysie lui retire l'usage de la parole et de la mémoire. Il décède précocement le 26 octobre 1907 à l'hôpital Saint-Jean de Bruxelles et est inhumé au cimetière de Bruxelles à Evere.

## Œuvres[4]
Poésie et théâtre
- Solyane et huit poèmes, dans Parnasse de la Jeune Belgique, Léon Vanier, 1887.
- Les Flaireurs, La Wallonie, Liège, 1889. (Réédition Lacomblez 1891 et Mercure de France 1904).lire sur wikisource
- Entrevisions, Lacomblez, Bruxelles, 1898. (Réédition Crès, Paris, 1922, avec des poèmes posthumes).lire sur wikisource
- La Chanson d'Ève, Mercure de France, 1904. (Réédition Un coup de dés, 1906 et Crès, 1906, avec des pièces retranchées).Lire sur Gallica
- Les flaireurs, édition originale tirée à 25 exemplaires, Liège : La Wallonie, 1889. Rééd. Bruxelles : Lacomblez, 1891; Paris : Mercure de France, 1904.
- Pan, Mercure de France, 1906.lire sur Gallica
- Mademoiselle Le Faucheux ou l’Araignée bleue, Bruxelles : Lamertin, 1921.

Prose
- Lettres à Fernand Severin, Bruxelles : Ed. La Renaissance du livre, 1924.
- Contes hors du temps, Bruxelles : Abbaye de la Cambre, 1931.
- Lettres à une jeune fille, Bruxelles : Ed. La Renaissance du livre, 1954.
- Des variations du goût dans l’art italien, 1964.
- Lettres à Albert Mockel, 1887-1906, édition établie, présentée et annotée par Robert Debever et Jacques Detemmerman, Bruxelles : Ed. Labor, 1986.
- N’êtes-vous pas patineuse? Lettres à Marguerite Gombert, édition présentée, établie et annotée par Jacques Detemmerman, coédition Académie royale de Langue et de Littérature françaises / Le Cri, 2004.

## Mise en musique

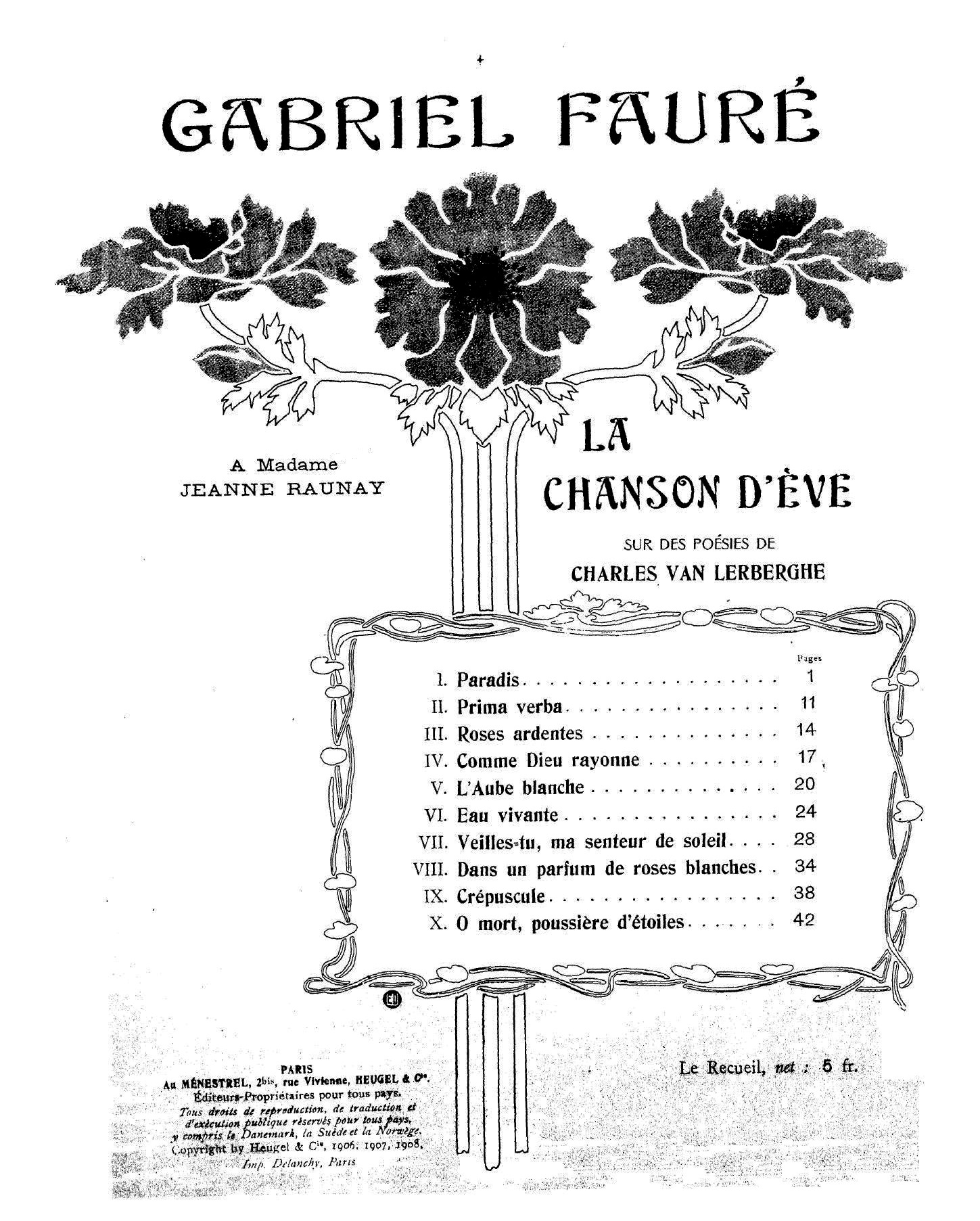

Dix poèmes ont été mis en musique dans un cycle de mélodies op. 95 par Gabriel Fauré et six poèmes par Paul Lacombe édités chez Hayet en 1909. Le compositeur gantois Robert Herberigs a également mis en musique des poèmes de La Chanson d'Ève. Les poèmes Regarde au fond de nous : nous sommes l'émeraude et Le Miroir ont eux aussi été mis en musique par le groupe de blackgaze Alcest .

## Hommages
Un monument en granite avec inscription à la mémoire de Charles Van Lerberghe a été érigé à Bouillon le 14 juin 1936 à l’initiative de la Société des Écrivains ardennais. C'est en effet à Bouillon qu'il a composé La Chanson d'Ève.
La « Rue Charles Van Lerberghe » à Schaerbeek, le « Square Van Lerberghe » à Bouillon et la « Charles Van Lerbergheplein » (place Charles Van Lerberghe) à Gand perpétuent également sa mémoire.